# クールジャパン
クールジャパン（英: Cool Japan）とは、日本の国策ないし文化政策である「クールジャパン戦略」において使用される言葉である。

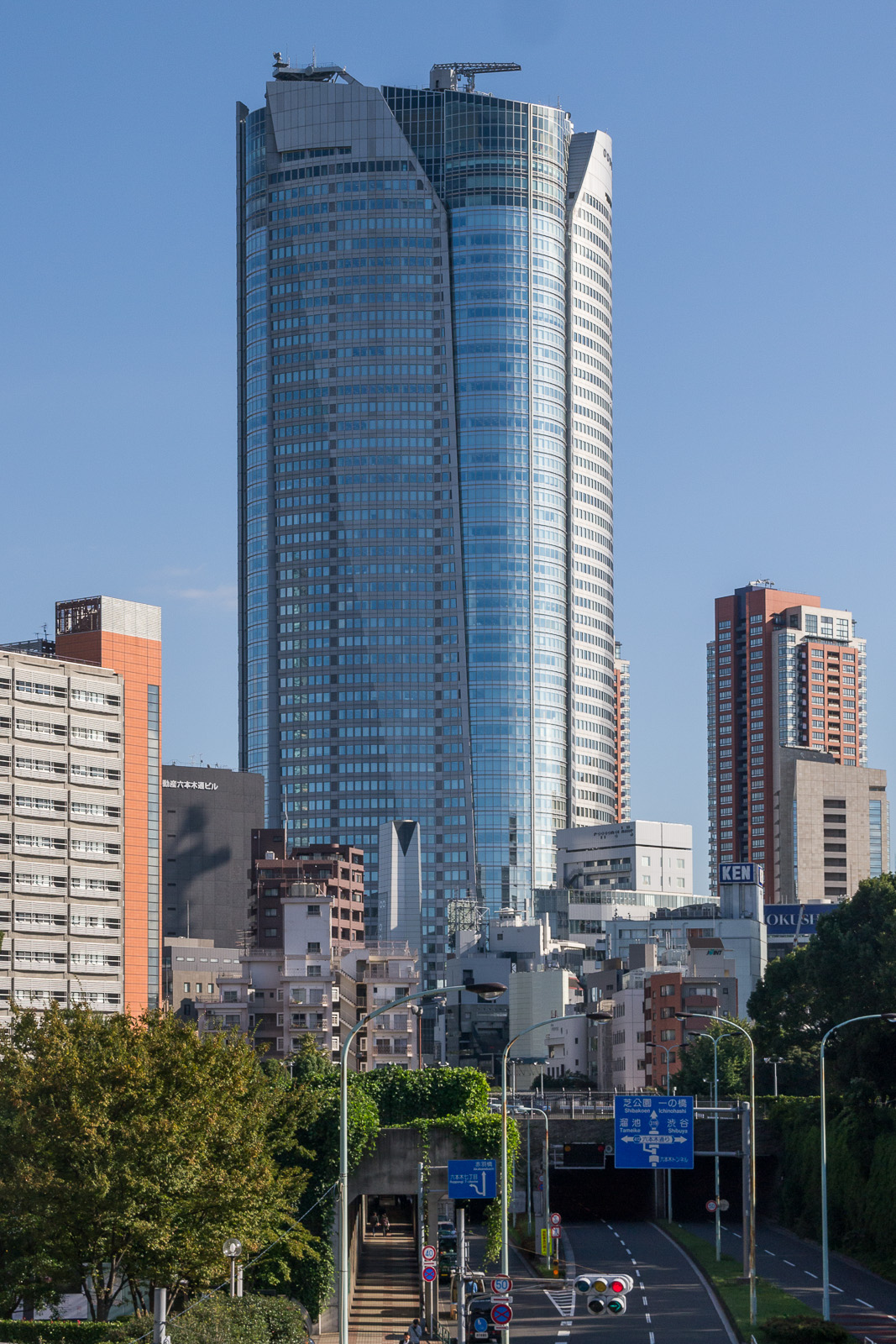
クールジャパン戦略を推進する株式会社海外需要開拓支援機構が入居する六本木ヒルズ森タワー

また、関連する官民ファンド「海外需要開拓支援機構」（通称：クールジャパン機構）の多額の赤字や吉本興業への公金支出問題、同官民ファンド「産業革新機構」の投資先に関連した問題などでも、広く批判を集めた。

## 用語の定義
国立国会図書館の調査によると、「クールジャパン」には明確な定義はない。内閣府知的財産戦略推進事務局が2010年より推進している「クールジャパン戦略」に基づき、2013年に経済産業省所管の官民ファンドとして海外需要開拓支援機構（通称:クールジャパン機構）が設立されて以降、同省および同機構が「クールジャパン戦略」の中心となり、「クールジャパン」企業に対してリスクマネーを供給するなどの施策が行われているが、一方で、外務省、内閣官房知的財産戦略本部、経済産業省、文化庁、国土交通省、観光庁など、複数の省庁が「クールジャパン」政策を独自に推進している。そのため、「クールジャパン」の定義について、政策を発表する省庁や時期によって若干のブレがある。
内閣府の知的財産戦略本部が2010年6月に策定し、「クールジャパン戦略」の端緒となった「知的財産推進計画2010」によると、「クールジャパン」とは、「外国人にとってクール(かっこいい)と捉えられる日本の製品、コンテンツ、文化群を総称して使用される言葉」である。また、内閣府知的財産戦略推進事務局が2019年9月に公開した、2024年現在で最新の「クールジャパン戦略」によると、「クールジャパン」とは、「世界から「クール（かっこいい）」と捉えられる（その可能性のあるものを含む）日本の「魅力」」である。
経済産業省商務情報政策局クールジャパン政策課によると、「クールジャパン」とは「我が国の生活文化の特色を生かした商品又は役務を通じて我が国の生活文化が海外において高い評価を得ていること」をいう。また、同省キッズページにおいて簡単に言うと「みんなの身近にもたくさんある、日本の魅力的なものはぜ〜んぶ“クールジャパン”」となる。
中小企業庁によると、クール・ジャパンとは、「世界が共感する日本」「世界が欲しがる日本」である。
内閣官房の「クールジャパン戦略推進会議」が2015年6月に発表した「クールジャパン戦略官民協働イニシアティブ」によると、「クールジャパン」は「外国人がクールととらえる日本の魅力（アニメ、マンガ、ゲーム等のコンテンツ、ファッション、食、伝統文化、デザイン、ロボットや環境技術など）」であり、「クールジャパン戦略」は「クールジャパンの、（１）情報発信、（２）海外への商品・サービス展開、（３）インバウンドの国内消費の各段階をより効果的に展開し、世界の成長を取り込むことで、日本の経済成長につなげるブランド戦略」である。

### 用語のブレ
2010年に国策として「クールジャパン戦略」が掲げられて以降、公文書およびマスコミにおいても「クールジャパン」もしくは「クール・ジャパン」と一般的に表記されているが、それ以前の文書およびメディアでは用語のブレがみられる。
2002年にダグラス・マグレイが発表した、クールジャパンの端緒となった論文、および、これを日本語に翻訳した『中央公論』2003年5月号の記事では「ナショナル・クール」もしくは「ソフトパワー」として論じられている。
2004年には奥野卓司『日本発イット革命: アジアに広がるジャパン・クール』が刊行され、東アジアで展開される「ジャパン・クール」、すなわちデジタルコンテンツ文化とその周辺の産業について、フィールドノートをもとに論じられた。ここでは「ジャパン・クール」として論じられている。この頃は「ジャパン・クール」との用語を使う論者も少なくなかった。
2005年よりNHKで「COOL JAPAN〜発掘!かっこいいニッポン〜」の放映が開始された。ここでは「COOL JAPAN」と表記されている。
2005年の小泉政権時代における文化庁の提言では「21世紀型クール」として論じられている。

## 具体例
クールジャパンの定義について、政策を発表する省庁や時期によって若干のブレがあるため、具体例についても若干のブレがある。
クールジャパンの具体例としては、映画・音楽・漫画・アニメ・ドラマなどのポップカルチャーやゲームなど言った、日本のサブカルチャーなどのコンテンツを指す場合が多いが、食文化・ファッション・現代アート・建築と言った、日本の現代のハイカルチャーを指す場合もある。一方で、日本の武士道に由来する武道、伝統的な日本料理・茶道・華道・日本舞踊など、日本の伝統文化のコンテンツを指す場合もある。
国土交通省の観光庁が2013年まで行っていた訪日旅行促進事業（「ビジット・ジャパン・キャンペーン」）の「魅力ある日本のおみやげコンテスト」においては、「クールジャパン」とは「新しい日本文化を伝える商品」であり、「伝統的な日本文化のイメージを伝える商品」である「トラディショナルジャパン」、または「高級感のある素材を使用し趣向を凝らした日本らしさを伝える商品」である「ラグジュアリージャパン」、「日本の生活に溶け込んだカジュアルで実用的な商品」である「エッセンシャルジャパン」とは別の概念であると考えられていた。
クールな日本文化を紹介する「クールジャパン」（2006年- ）を放映するNHKでも、これとは別に、日本の伝統文化を紹介する「トラッドジャパン」（2009年-2013年）を放映していた。「ラーメン」など、たまに、両者で同じ題材が選ばれることもあった。
内閣官房の知的財産戦略本部が2010年5月に発表した「知的財産推進計画2010」において「クールジャパン」とされたのは、「技術力と並んで我が国が強みを持つ文化力（表現力）」であり、つまり「コンテンツ」のことであった。具体的には、「映画、放送番組、音楽、ゲーム、アニメなどのエンターテインメントコンテンツ」のことであり、「広義の意味として、ファッション、食、地域ブランド等の知的・文化的資産を含むこともある」。
経済産業省の商務情報政策局が2016年9月に発表した「クールジャパン政策について」では、「コンテンツ、ファッション、衣食住、サービス、地域産品」が「クールジャパン」として例示された。バンダイナムコHDやKADOKAWAのような世界的大手企業だけでなく、「海外拠点・海外連携先がない、資金調達が困難」などの理由で地域に眠る日本の地域産業・中小企業の産品も、経済産業省が支援を行うことで、インバウンドを活用した海外販路開拓や地域経済の活性化が行えることから、「ローカルクールジャパン」と位置付けられた。いずれにせよ、経済産業省においては、「日本の魅力を展開し、海外需要の獲得と共に関連産業の雇用を創出」できるものが全て「クール・ジャパン」と位置付けられており、経済産業省は「クールジャパン機構」を通じてこれらの様々な「クールジャパン」企業に投資を行っている。
文部科学省では、「日本型教育」を「クールジャパン」と位置付けており、経済産業省でも「日本型教育の海外展開事業」に対して年間で数千万円程度の支援を行っている。

## 歴史
2002年、米国の時事雑誌である『フォーリン・ポリシー』誌に、ジャーナリスト・ダグラス・マグレイ(Douglas McGray)による「Japan’s gross national cool（日本の国民総クール量）」と題する記事が掲載された。この記事は、日本のポピュラーカルチャーを「クール」と位置づけ、いわゆる「ソフト・パワー」としての意味づけをしたものであった。この論文は、しばらく埋もれていたが、翌2003年に中央公論5月号が「ナショナル・クールという新たな国力　世界を闊歩する日本のカッコよさ」と題した翻訳記事を掲載したことで、国内にもその存在が広まっていく。ちなみに、この論文で論じられているのは「ナショナル・クール」もしくは「ソフトパワー」であり、「Cool Japan」もしくは「クールジャパン」という語は一切出てこない。
バブル経済崩壊後の90年代には、日本は「失われた10年」とも形容される低迷期を経験することになり、その後も景気低迷が続いた。しかし、皮肉な事にその間に芽生えたポップカルチャー（アニメ、音楽など）を中心とした日本の文化が世界の若者を惹きつけ、日本がクール（格好よい）という潮流が生まれた。特に東アジア地域における、冷戦時代のハードパワーでは得られなかった、文化をベースにしたソフトパワーによる効力に対して、経済界も着目した。この「ソフトパワー」のことを、2004年頃には「クールジャパン」と呼ぶ人も現れ始めた（ただし、当時は「クールジャパン」という用語が確立しておらず、「ジャパン・クール」と呼ぶ人や、他の呼び方をする人もいた）。
岡田斗司夫は、20世紀末の「日本文化」ブームの実態は「オタク文化」ブームであり、日本文化とイコールではなかったがマスコミによってすり替えられたとしている。
2005年、小泉純一郎首相の私的諮問機関「文化外交の推進に関する懇談会」は、「日本語の普及と、ポップカルチャーや現代アート等を糸口に、世界における「日本のアニメ世代」の育成を積極的に図り、奥行きと広がりのある日本文化へのさらなる関心を発展させ」るという「21世紀型クール」の提言を行った。
2006年3月、国土交通省は「クール・ジャパン」の標語の元に、秋葉原を世界のポップカルチャー拠点として観光地としてのイメージづくりを行う「世界のポップカルチャー拠点“AKIHABARA”」とする提案を行った。また2006年4月、麻生太郎外相も秋葉原ダイビル内にあるデジタルハリウッド大学で政策スピーチを行い、「アニメなどのポップカルチャーが新しい文化外交になる」と訴えた。
2010年（平成22年）21日、日本政府は知的財産戦略本部（本部長・鳩山由紀夫首相）の会合を開き、「知的財産推進計画2010」を決定した。海外展開を支援するため官民共同ファンドを立ち上げるほか、自由な創作活動を促進するため「コンテンツ特区」の創設を検討した。また、同年6月に策定された「新成長戦略」や「産業構造ビジョン2010」を踏まえ、同年6月、経済産業省製造産業局に「クール・ジャパン室」が開設され、これをもって、「クール・ジャパン」が日本の「国策」として位置づけられた。国策としての「クール・ジャパン戦略」は、1990年代に英国のトニー・ブレア首相が揚げた「クール・ブリタニア」から影響を受けている。
2012年（平成24年）12月26日発足の第2次安倍内閣より、内閣に「クールジャパン戦略担当大臣」が置かれた。内閣府知的財産戦略推進事務局を司令塔として、戦略産業分野である日本の文化・産業の世界進出を促進し、合わせて国内外へ発信するという政策を推進している。クールジャパン戦略担当大臣は、2016年（平成28年）8月3日発足の第3次安倍第2次改造内閣より「内閣府特命担当大臣（クールジャパン戦略担当）」として、複数の担当と兼任して置かれている。
2013年2月、官民の有識者によってクールジャパンの海外展開について話し合う「クールジャパン推進会議」が設置された。議長をクールジャパン戦略担当大臣が務め、民間からアイドルグループAKB48のプロデューサーである秋元康などが起用された。
2013年11月25日、日本国政府および電通などの民間企業15社が出資する官民ファンドである海外需要開拓支援機構（愛称：クールジャパン機構）が設立され、クールジャパン機構の出資による企業の海外進出の支援が行われている。
2019年9月、知的財産戦略本部によって「新しいクールジャパン戦略」が決定された。これまでの行政主導から民間主導への転換を目指し、発信力のある個人や団体をネットワーク化することや、著名な外国人から意見を募って施策に反映させることなどが掲げられた。

## サービス収支
クールジャパン戦略の実施に伴い、日本国のサービス収支は改善し、2019年にはサービス収支の統計を遡れる1996年以降で初めて黒字化した。
2010年、日本国政府はクールジャパン推進により海外収入を倍増させる方針を示した。その結果、日本のコンテンツ産業の海外市場規模は、2009年度は1兆2000億円だったものが、2017年には2兆5千億円を超え、2021年には4.5兆円規模にまで達した。
- 旅行

日本国のサービス収支の内訳で、通商白書における「旅行」と「輸送」を合わせた「旅行」収支（訪日外国人が日本で使った金額から、日本人が海外で使った金額を差し引いた額）は、クールジャパン戦略が開始した2010年は1兆6千億円の赤字だった。赤字が4兆円を超えていた1990年代ほどではないとは言え、まだまだ毎年莫大な赤字を出していたが、訪日観光客の増加に伴い、旅行収支は2015年に初めて黒字化した。コロナ禍の2020年より赤字に転落したが、コロナ禍明けの2023年より黒字に復帰した。
- コンテンツ産業

アニメ・漫画・ゲームなどのコンテンツ産業（通商白書における「個人・文化・娯楽サービス」）は、クールジャパン戦略が開始した2010年は582億円の赤字だった。コンテンツ産業はもともと数字が小さかったのと、海外のコンテンツに支払う料金の増大幅の方が大きかったため、クールジャパン人気の高まりに反して2010年代前半には毎年赤字が増大していたが、娯楽収支は2019年に初めて黒字化した。ただし、兆単位の黒字を挙げている旅行収支に対して、コンテンツ産業の黒字はせいぜい数百億円で、その後も2021年と2023年は赤字になるなど、黒字は定着していない。

### コンテンツ産業の内訳
内閣府 知的財産戦略推進事務局の統計によると、2021年度の日本のコンテンツの海外市場規模である約4.5兆円のうち、家庭用ゲーム（オンライン）が1兆6,589億円、アニメが1兆3,134億円、家庭用ゲーム（パッケージ）が8,573億円で多く、スマホ・PCオンラインゲーム、出版（漫画を含む）、テレビ番組、実写映画などは少ない。音楽は、数字が小さすぎるのでこの統計には含まれていない。パーセントで言うと、ゲーム関連が63%、アニメ・出版（漫画等）が35%、（実写）映画・テレビが2%、音楽が0%である。
特にアニメは、2010年時点での海外収入は147億円、海外市場規模は2,457億円だったものが、10年で5倍に増えた。なお、アニメがこれだけ儲けているにも関わらず、現場に金が廻ってこない点はアニメ業界団体から批判されている。（後述）

### 中国・韓国との比較
内閣府 知的財産戦略推進事務局の統計によると、2023年12月現在、日本と中国・韓国のコンテンツ産業の海外収入を比較した場合、アニメと家庭用ゲームは中国・韓国を上回っているが、実写は韓国に、（急激に市場が拡大している）PC・スマホゲームでは韓国・中国を下回っている。
アニメの海外収入は、日本が7.53億ドル、韓国が1.35億ドルと、日本が上回っている。実写映像（映画・ドラマ）の海外収入は、日本が2.18億ドル、韓国が7.47億ドルと、韓国が日本・中国を上回っている。アニメと実写を合計した映像の海外収入は、日本が9.7億ドル、韓国が8.7億ドル、中国が0.4ドルと、日本が韓国・中国を上回っている。
家庭用ゲームの海外収入は、日本が205.73億ドル、中国・韓国は0億ドルと、日本が上回っている（中国・韓国は家庭用ゲームをほぼ作っていない）。PC・スマホ向けゲームの海外収入は、日本が19.74億ドル、中国が180.13億ドル、韓国が81.94億ドルと、中国・韓国が日本を上回っている。家庭用とPC・スマホ向けを合計したゲームの海外収入は、日本が韓国・中国を上回っている。
漫画の海外収入は、日本は1.5億ドル、韓国が0.6億ドル、中国は0億ドルと、日本が韓国・中国を上回っている。音楽の海外収入は、日本が0.1億ドル、韓国が6.8億ドル、中国が0億ドルと、韓国が日本・中国を上回っている。音楽と出版（漫画を含む）を合計した海外収入は、日本が1.6億ドル、韓国が18.6億ドル、中国が0.3億ドルと、韓国が日本・中国を上回っている。世界200国・地域のチャート上位25万曲において、韓国の楽曲のシェアが4%を占めるのに対して、日本の楽曲のシェアは0.4%と、海外において日本の音楽のシェアは低い。

## 国策としての展開
クールジャパン戦略は国策として、各省庁によって展開されている。経済産業省所管の官民ファンドである海外需要開拓支援機構（クールジャパン機構）による展開が中心となるが、例えば2018年にはクールジャパン機構が株式会社日本国際放送（JIB）や海外交通・都市開発事業支援機構（JOIN）と連携してミャンマーの地上波放送向けの日本コンテンツ発信事業へ出資するなど、各省庁の所管するファンドや民間企業とも連携して、クールジャパン企業に対して出資が行われている。
2022年時点で、経済産業省の所管する海外需要開拓支援機構（クールジャパン機構）は309億円の赤字、国土交通省の所管する海外交通・都市開発事業支援機構（JOIN）は145億円の赤字、総務省の所管する海外通信・放送・郵便事業支援機構（JICT）は112億円の赤字、農林水産省が所管する農林漁業成長産業化支援機構(A-FIVE)は141億円の赤字と、各省庁の官民ファンドは確定しているだけで計700億円超える大きな赤字を出しているため、2022年には財務省から見直しの提案が出ている。提案を受け、A-FIVEは2025年に解散の予定。
特に、クールジャパンの中核事業のひとつと見なされながら、設立以来連続赤字のクールジャパン機構が強い批判にさらされている。黒字化は見いだせず、累積赤字は2023年3月時点で356億円。
省庁のほか、自治体なども独自に「クールジャパン」構想を展開している。主な例としては、大阪府が泉佐野市に構想し、運営事業者の公募を行ったが応募者がなかったので断念した「クールジャパンフロント」や（最終的に関空アイスアリーナとして2019年に開業）、所沢市がKADOKAWAと共同で構想し、その中心施設である「ところざわサクラタウン」のプレーオープン直後にプロジェクトトップの角川歴彦会長が逮捕されたことで話題となった「クールジャパンフォレスト」などがある。

### 内閣府 知的財産戦略推進事務局による展開
- クールジャパン特区 : 国家戦略特区の枠組みの中で「クールジャパン特区」を設定している。以下にいくつか例を挙げる。
  - コンテンツ特区 : 2010年6月、内閣府のＩＴ戦略本部・知的財産戦略本部が発表した「知的財産推進計画２０１０」において、日本各地に「コンテンツ特区（クールジャパンコンテンツ特区）」を設ける方針が示された。その第1弾として、2011年12月、内閣府の地方創生推進事務局は「札幌コンテンツ特区」（札幌市）をコンテンツ特区として指定し、ロケ誘致などを通じて「アジアにおけるコンテンツ産業拠点都市の創造」を目指した[39]。2012年にはさっぽろ産業振興財団内に「札幌映像機構」が設立され、『鏡の中の笑顔たち』（2015年）を皮切りに、映像制作の誘致や支援などを行った。「札幌コンテンツ特区」は2016年に指定解除されたが、札幌映像機構は2017年に「映像産業振興課映像産業振興係」（通称・「札幌フィルムコミッション」）と改称して活動を継続中。コンテンツ特区は、「知的財産推進計画２０１０」の目玉の一つだったが、設立されたのは「札幌コンテンツ特区」のみだった。
  - アジアヘッドクォーター総合特区 : 2018年より、国土交通省の主導で、アジアヘッドクォーター総合特区の一部である「羽田空港跡地第１ゾーン」において、先端産業拠点・クールジャパン発信拠点の開発が進められ[40]、2022年に羽田イノベーションシティがグランドオープンした。
  - 錦鯉特区 : 2017年、知的財産戦略推進事務局によって海外で人気を博している錦鯉を養殖するための「錦鯉特区」が提案された[41]。この「錦鯉特区」に関しては、小千谷市と長岡市が強く要望しており、2019年2月に自民党錦鯉文化産業振興議員連盟（自民ニシキゴイ議連）が発足。2021年3月に農地法の運用改正により、養殖池の一時転用期間が3年から10年に延長された。

### 財務省による展開
2014年、財務省所管の日本政策金融公庫では海外展開を行う中小企業向けに、従来優遇金利よりも低金利の融資制度として「海外展開資金（クールジャパン関連）」による融資を開始した。

### 外務省による展開
外務省は、国際交流基金、各国に設置された在外公館およびジャパン・ハウスを通じてクールジャパンを発信している。
- ジャパン・ハウス : 外務省は、2017年にロンドン、ロサンゼルス、サンパウロの3都市に対外発信拠点の「ジャパン・ハウス」を設置。クールジャパンを発信している。

### 経済産業省による展開
経済産業省によるコンテンツ政策の展開は、2001年に経済産業省商務情報政策局に文化情報関連産業課（メディア・コンテンツ課）が設置されたことに始まる。その後、2010年に「クールジャパン戦略」が開始したことに伴い、経済産業省内に「クール・ジャパン室」を設置。2012年に商務情報政策局にクリエイティブ産業課を設置。2017年にクリエイティブ産業を改変しクールジャパン政策課を設立。2024年現在、経済産業省における「クールジャパン戦略」はクールジャパン政策課が担い、コンテンツ産業課はクールジャパンの一要素であるコンテンツの海外展開を担当している。
2010年より2012年まで、経済産業省主催で日本文化の対外ビジネス展開や市場開拓を検討する「クール・ジャパン官民有識者会議」を民間有識者と関係省庁参加で開催していた。
2013年（平成25年）11月、経済産業省所管の官民ファンドである「海外需要開拓支援機構（クールジャパン機構）」が、官民あわせて1053億円の資金を集めて設立された。映像・音楽などの日本のコンテンツを世界に伝え普及させたり、ファッションやアニメなどのコンテンツの海外市場の開拓のため、大型の商業施設の開発やM&Aなどを支援する。また、コンテンツ産業や伝統文化などを海外に売り込む「クール・ジャパン戦略」として、日本のポップカルチャー方面を中心に文化産業の海外展開支援、輸出の拡大や人材育成、知的財産の保護などを図る官民一体の事業も展開されている。
クールジャパン機構は、2022年までに56件の投資をしているが、「まず投資ありき」の姿勢で、投資の見立てが甘く、ほとんどが失敗案件だとして批判されている。2014年にアニメ配信サービスのアニメコンソーシアムジャパン（ACJ）に出資して3億円超の損失、2014年にWAKUWAKU JAPANに出資して44億円の損失など、コンテンツの海外展開事業だけで60億円の損失を出している。
「クールジャパン機構」以外にも、産業革新機構（2018年より産業革新投資機構）を通じて投資を行っているが、2011年にコンテンツ制作会社のANEWに出資して1本の作品も製作しないまま撤退して22億円の損失など、こちらも赤字を垂れ流している。
- クールジャパン機構 : 2013年（平成25年）11月に設立された、経済産業省所管の官民ファンド。
  - アニメコンソーシアムジャパン : 2014年にバンダイナムコHD、アサツーディ・ケイ、アニプレックスが共同で設立したアニメ配信サービスで、クールジャパン機構が10億円を出資した。クールジャパン機構や講談社など15社が出資した「オールジャパン」の配信サービスだったが、Huluやネットフリックスなど大手配信サービスには勝てず、有料会員は伸び悩んだ[48]。最終的に、2017年3月にバンダイナムコが買収し、クールジャパン機構は3億円超の損失を出した。2017年8月にサービス終了。
  - WAKUWAKU JAPAN : スカパーJSATグループが2014年に開始した、日本の番組コンテンツを現地語で放送するチャンネルで、クールジャパン機構より44億円の出資を受けた。世界でのべ10か国/地域で放送されたが、やはりネットフリックスなどに押され、視聴者は伸びなかった。数十億円の損失を出し、2022年に放送終了。
  - 一風堂 : 2014年12月、ラーメンチェーン店「一風堂」を展開する「力の源ホールディングス」に7億円を出資。一風堂はクールジャパン機構との提携により海外展開を加速し、海外に数十店舗を構える有名店に成長した。2019年11月、クールジャパン機構は株式を売却し、10億円超の利益が出た。クールジャパン機構による投資の数少ない成功例。

- 産業革新機構 : 経済産業省所管の官民ファンドとして2009年に設立。
  - ANEW : アニメなど日本のコンテンツを題材として、グローバル市場をターゲットとした作品を企画・製作するするため、2011年に「All Nippon Entertainment Works」（ANEW）を設立。アジア諸国を含むグローバルなコンテンツ市場に進出するためには、米国映画市場（ハリウッド）をゲートウェイとするのが近道であるため、ハリウッドの有名プロデューサーをCEOに招き、ロサンゼルスに米国オフィスを構えた[49]。産業革新機構より60億円を上限とする出資を受け、『ガイキング』や『TIGER & BUNNY』のハリウッド実写映画化など、様々な企画を発表したが、2017年5月時点で22億円2000万円を浪費して、1本の作品も製作しないまま、ベンチャーキャピタルに3400万円で売却。実写化の企画はそのまま塩漬けを食らっている。ANEWは、MBOを経て2017年10月よりANEW Holdingsとなり、2024年2月に破産。

## 評価
現代美術家の村上隆は、2010年に開催されたシンポジウム『クール・ジャパノロジーの可能性』にて、「アート界における"クール・ジャパン"の戦略的プロデュース法--Mr.の場合」と題した講演を行った。講演では、日本のマンガやアニメ、および、それらを生み出した日本自体を肯定的に解釈し、それらの前提のもと、今日ではクールジャパンと呼ばれている観点を日本人作家作品によっていかに西洋アート界に体現させていけるか、とのテーマについて初期から漸進的に取り組んできた軌跡を発表した。ただし、2012年に、自身とクールジャパンとの関係性を全面否定し、「クールジャパン」の語も広告会社のキャッチコピーであり、外国では誰も言っていないと批判した。
自分で自分のことをクールというのはクールではない、ふさわしくないという批判もあり、日本国外ではクール・ジャパンについて研究などで記述するとき、「narcissistic」（自己陶酔的な）という接頭語が付けられ揶揄されることが約束事のような状態となっている。内閣府公認クールジャパン・プロデューサーのベンジャミン・ボアズは海外から最も指摘されるクールジャパンの問題点として名称を挙げ、「この政策名は自画自賛をしているように聞こえて、逆効果に思える」と述べた。
評論家の東浩紀は、平成前半には「二一世紀の日本は、高い科学技術と爛熟した消費社会を享受する最先端の国家へと変貌を遂げるだろう」と述べ、『日本的想像力の未来～クール・ジャパノロジーの可能性』を出版するなどしていたが、平成末期には「日本の技術が世界を変えるとはだれも信じなくなった」「かつて日本には未来があった。平成の三〇年は、祭りを繰り返し、その未来を潰した三〇年だった」「日本はすごい、日本は変われる、日本はまだまだいけるという本ばかりが売れ続けている」と苦言を呈し、時代と無意識に共振して不毛な行いをしてしまったと反省を述べている。

## 批判
クールジャパン政策では、現場の人間に全く金が降りてこず、アニメの業界団体である日本アニメフィルム文化連盟（NAFCA）も「なぜクールジャパンの恩恵が、アニメ業界従事者のところに還元されないのか」と激しく批判している。クールジャパン機構の累積赤字である309億円が、もし5000人のアニメーターに配分されていれば、アニメーターの所得を年額で70万円程度増やすことが可能であったとNAFCAは主張している。

### クールジャパン機構の累積赤字
2013年に設立された経済産業省が所管する官民ファンド「海外需要開拓支援機構」、通称クールジャパン機構は、電通やパソナ、フジ・メディア・ホールディングスなど24社が107億円を、政府が1156億円を出資しているが、出資投資先の業績不振により、総額300億円を超える多額の累積赤字を抱えている。機構は2022年11月までに56件の投資を行ったが、支援したアニメ配信会社の失敗など、確定した損失は約60億円に及ぶ。2022年11月22月に行われた財務省の財政制度等審議会にて「累積損失が増えており、具体的な撤退ルールを決める時期に来ている」とし、2023年春までに成果が上がらなければ事業や組織の統廃合を検討すると通告された。

### 吉本興業への公金支出問題
クールジャパン機構は吉本興業に対して総額100億を超える多額の出資を繰り返している。2014年、吉本興業や電通らによるコンソーシアムに10億円が投入され、2018年、吉本が関与するエンターテインメント事業に対し、12億円が投資された。2019年には吉本がNTTと提携して展開する教育関連のプラットフォーム事業「ラフ＆ピースマザー」に最大100億円まで投入すると発表した。クールジャパン機構の多額の累積赤字に加え、当時は吉本所属の芸人が反社会的勢力から謝礼を得ていた「闇営業」が問題になっていた時期であり、批判を集めた。

### 産業革新機構の投資先に関連した問題
産業革新機構が投資した事業の多くが失敗しており、その出資先の多くが民間企業に極めて低額で売却されているとされる。
株式会社「ALL NIPPON ENTERTAINMENT WORKS」（ANEW）は産業革新機構が2011年に総額60億円を投じて設立した。同企業は当初「日本の知的財産を活用しハリウッドで映画を製作する」ことを目的としていたが、一本の映画も製作しないまま2017年に3400万円で売却され、22億2000万円の損失を出した。

## ダグラス・マグレイについて
マグレイは2001年春にジャパン・ソサエティのメディア・フェローとして日本に滞在した人物で、同記事は2002年春にアメリカの外交雑誌『Foreign Policy』130号に掲載され、日本ではその抄訳が『中央公論』2003年5月号に「ナショナル・クールという新たな国力 世界を闊歩する日本のカッコよさ」という題で掲載された。「ナショナル・クール」は、ハーバード大学教授ジョセフ・ナイが提唱した「ソフト・パワー」の一種で、他国の国民を魅了する力によって自国の政治的・経済的な目標に資することを意味し、マグレイの記事はハーバード大学の日本講座でも扱われた。一方、評論家の東浩紀は、ダグラス・マグレイについてクールジャパンに関連する分野への専門性の低さを指摘し、また、1990年代に、イギリスのトニー・ブレア政権が推し進めた国家ブランド戦略「クール・ブリタニア」を名称ごと模倣したものであるとして、クールジャパンの隆盛に対し否定的に論じている。

## 年表
- 2001年（平成13年）1月6日 - 中央省庁再編に合わせ、経済産業省の商務情報政策局に文化情報関連産業課（メディア・コンテンツ課）設置[64]。
- 2002年（平成14年）
  - 2月25日 - 「知的財産戦略会議」の開催を決定[65]。
  - 3月20日 - 第1回「知的財産戦略会議」開催[66]。
  - 7月3日 - 知的財産戦略会議が「知的財産戦略大綱」を取りまとめた[66][67]。
  - 12月4日 - 知的財産基本法公布（2003年3月1日施行）。
- 2003年（平成15年）
  - 3月1日 - 「知的財産戦略本部」設置[65][67]。
  - 4月1日
    - 内閣官房に「知的財産戦略推進事務局」設置。
    - 「ビジット・ジャパン・キャンペーン実施本部」設置。

  - 4月24日 - 第1回「コンテンツ産業国際戦略研究会」開催[68]。
  - 10月1日 - 国土交通省（観光庁）所管の特殊法人国際観光振興会が独立行政法人化して国際観光振興機構（通称：日本政府観光局）となった。
- 2004年（平成16年）6月4日 - コンテンツの創造、保護及び活用の促進に関する法律公布[67]（略称は「コンテンツ健全化法」「コンテンツ振興法」「コンテンツ促進法」など複数あり）。
- 2006年（平成18年） - この頃には動画サイトを経由して海外でのアニメ人気が拡大、一方DVDビジネスは衰退期に入る[69]。

米ドル-円相場（1973年以降）

- 2008年（平成20年）9月15日 - リーマン・ショックが発生し、世界金融危機が深刻化。
- 2010年（平成22年）
  - 6月8日 - 経済産業省製造産業局に「クール・ジャパン室」が開設された[21]。
  - 6月18日 - 菅内閣が「新成長戦略」を閣議決定し、「クール・ジャパンの海外展開」が国家戦略の1つとなった[67][70]。
  - 11月19日 - 第1回「クール・ジャパン官民有識者会議」が開催された[71]。

- 2011年（平成23年）

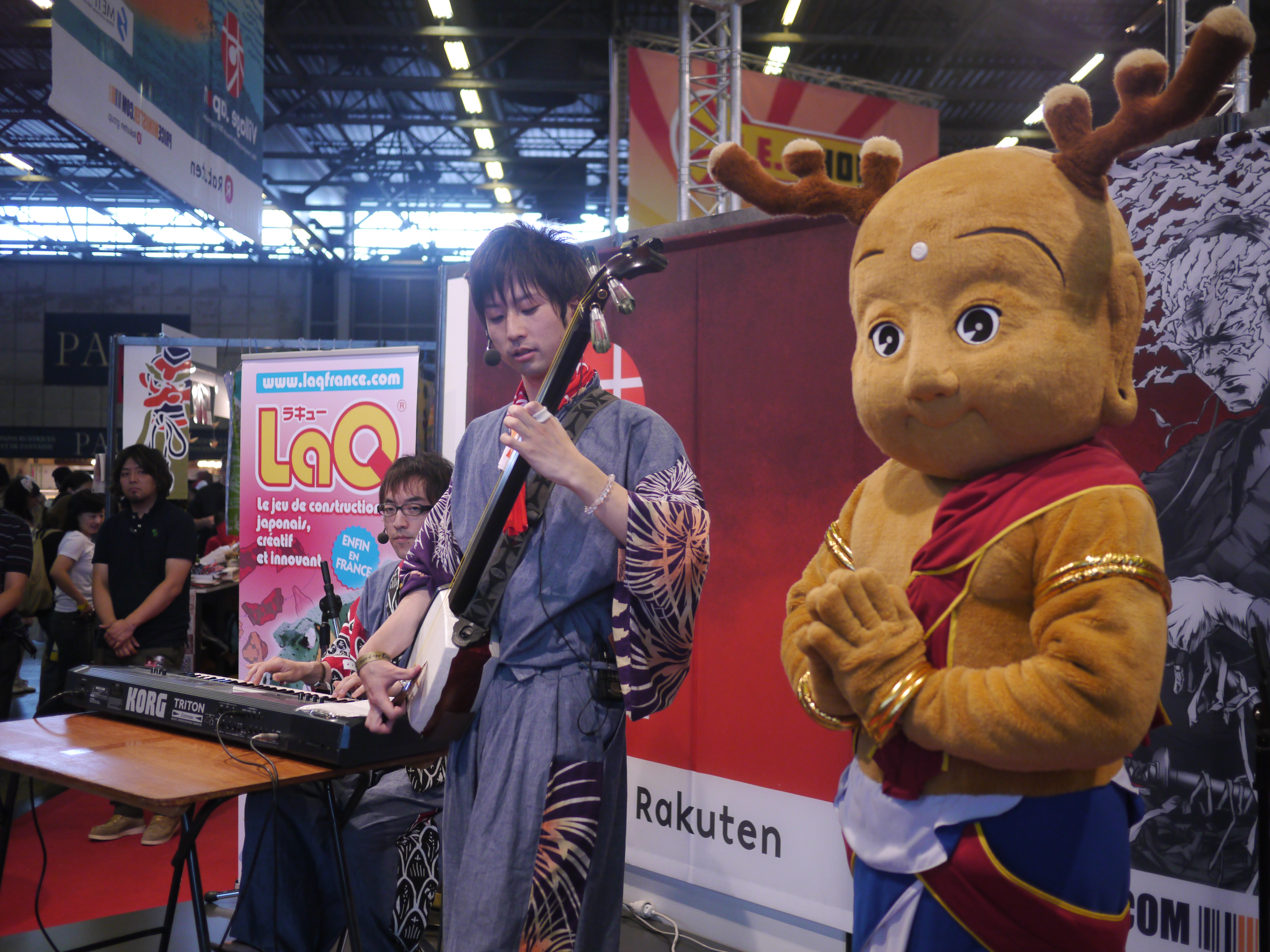
Japan Expo「Village Japon」にて、日本のアニメソングを演奏する奈良県のステージ（2011年6月30日）

  - 3月11日 - 東北地方太平洋沖地震（東日本大震災）が発生。
  - 5月12日 - 「クールジャパン官民有識者会議」が『新しい日本の創造 -「文化と産業」「日本と海外」をつなぐために-』と題した提言をまとめた[73]。提言では、震災による風評被害の払拭、および、日本ブランドの信頼回復が急務とし、

  1. 日本各地に存在する様々なモノやコンテンツを再発見して発信すること
  2. それらを輸出すること
  3. さらに観光客の誘致につなげること

を主な取り組みとした[74]。
  - 6月10日 - クール・ジャパン戦略推進事業の第1弾として、フランス・パリで同年開催される "Futur en Seine"（6月23日 - 26日）、および、"Japan Expo"（6月30日 - 7月3日）において海外販路開拓支援事業「Village Japon（ヴィラージ ジャポン）[† 2]」を開設することが経済産業省から発表された[74]。
  - 7月1日 - 経済産業省が組織の一部改正を実施し、商務情報政策局に生活文化創造産業課（クリエイティブ産業課）を新設し、クール・ジャパン室、デザイン・人間生活システム政策室、ファッション政策室などを同課に統合した[75]。同局の文化情報関連産業課（メディア・コンテンツ課）は独立して存続し、両課でクールジャパンを推進することになった[75]。
  - 9月13日 - クールジャパンの新ロゴ・メッセージ「JAPAN NEXT」（佐藤可士和のデザイン）を、知的財産戦略推進事務局が発表。公募の全99案から絞込み、野田佳彦首相が最終決定した[76]なお、これとは別に桜をモチーフにした内閣官房作成のクールジャパンの統一ロゴマーク「Japan. Cool Japan.」も存在しており、「海外に向けたクールジャパンの発信に当たり、統一ロゴマークとして「Japan. Cool Japan.」ロゴマークを使用している」としている（民間がロゴマーク使用を希望する場合、内閣官房知的財産戦略推進事務局に申請する）[77]。
  - 10月31日 - 円相場において一時、戦後最高値の75円32銭/米ドルまで円高が進んだ。

- 2012年（平成24年）

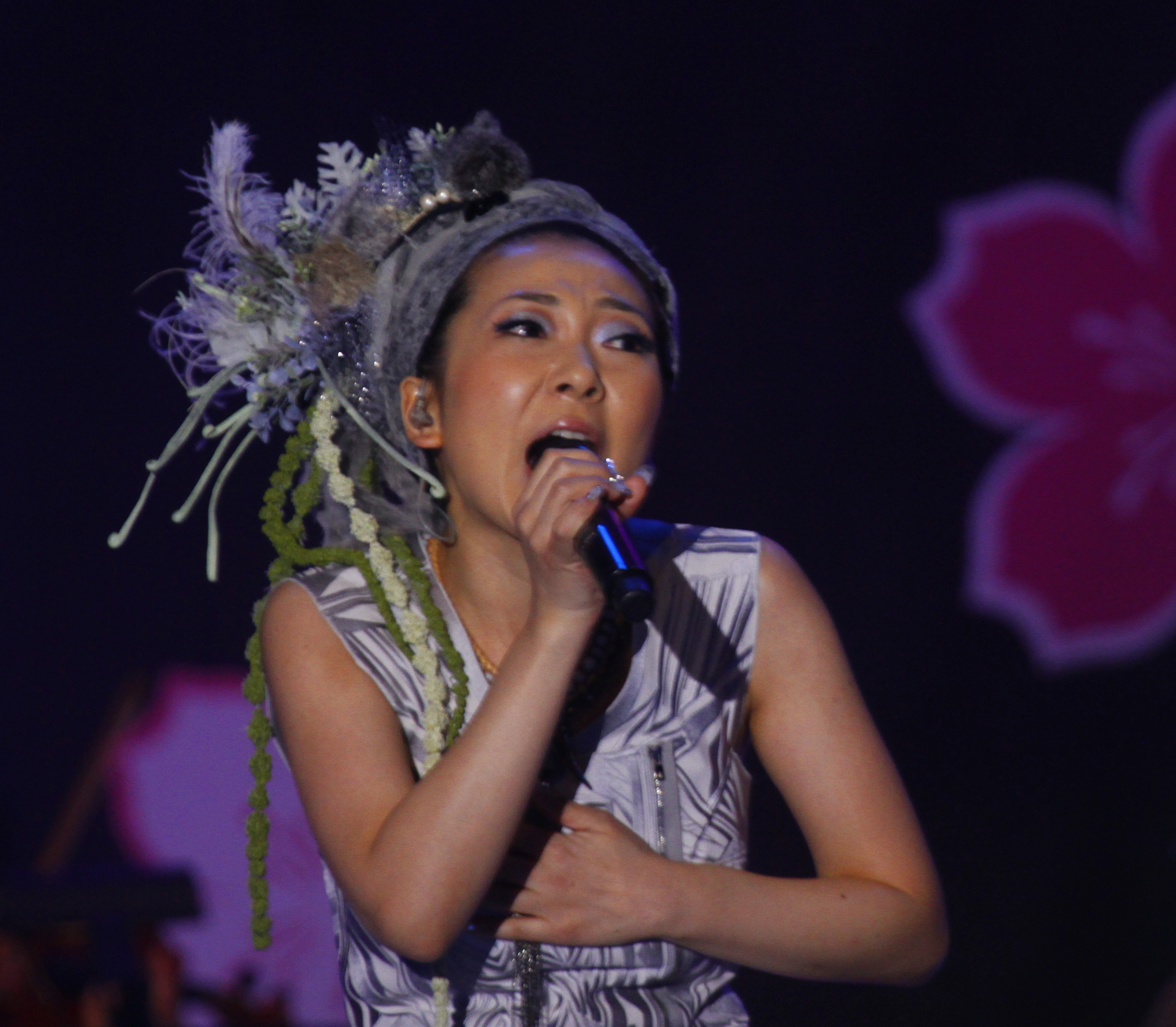
「クールジャパン メッセンジャー」に就任したMISIAの「全米桜祭り」でのライブの様子（2012年3月25日）

  - 3月、「日米桜寄贈100周年」事業が、アメリカ合衆国・ワシントンD.C.の第52回「全米桜祭り」の期間を中心に行われた[78]。同期間の同地にて同事業の一環として行われた日本文化発信事業では、被災地にある東北大学ジャズオーケストラ、および、内閣府の要請で「クールジャパン メッセンジャー」に就任したMISIA[79][80]らのライブ演奏、現代ポップカルチャー発信事業ではAKB48の無料コンサートなどが開催された[81]。
  - 11月15日 - 近いうち解散により、デフレ脱却や量的緩和策を打ち出した自民党の政権復帰が視野に入ったことで日経平均株価の上昇と円安の流れが生まれた（アベノミクス）。
  - 12月26日 - 同日発足の第2次安倍内閣において、稲田朋美が初代の「クールジャパン戦略担当大臣」となった。
- 2013年（平成25年）
  - 6月22日 - 「富士山-信仰の対象と芸術の源泉」がユネスコ世界遺産（文化遺産）に登録された。
  - 9月7日 - 2020年に東京オリンピック・パラリンピックが開催されることが決まった。
  - 9月22日 - アニメ・漫画などのサブカルチャーに加え、ファッション・音楽・グルメなどのメインカルチャーにより重点を置いた「Tokyo Crazy Kawaii[82] Paris」（電通や大日本印刷など日本企業中心の実行委員会が主催）にて、稲田クールジャパン担当相がゴスロリ姿で日本文化をアピールした[83][84]。
  - 10月22日 - 「和食：日本人の伝統的な食文化」のユネスコ無形文化遺産への登録が勧告された（同年12月4日に登録）[85]。
  - 11月25日 - 官民ファンド「海外需要開拓支援機構（クールジャパン機構）」設立。
- 2014年（平成26年）　
  - 8月26日 - 担当大臣の稲田のもと太刀川英輔がコンセプトディレクターを務める第二回クールジャパンムーブメント推進会議にて「クールジャパン提言」（参考リンクPDF）が提言され、クールジャパンのミッション宣言「世界の課題をクリエイティブに解決する日本」がSDGsに先駆けて宣言される。
  - 9月3日 - 同日発足の第2次安倍内閣（改造）において、山口俊一が第2代の「クールジャパン戦略担当大臣」となった（第3次安倍内閣においても山口が引き続き同担当相となった）。
  - 9月5日 - 2020年の東京オリンピック・パラリンピックに向けて、日本政府観光局とクールジャパン機構が業務連携した[86]。
- 2015年（平成27年）
  - 1月27日 - 第1回「クールジャパン戦略推進会議」が開催された。
  - 3月17日 - 文化庁はマンガ、アニメーション、ゲーム、メディアアートの四分野をデジタルアーカイブ化したメディア芸術データベース（開発版）の運用を始め、将来的には多言語対応を目指す。
  - 10月7日 - 同日発足の第3次安倍第1次改造内閣において、島尻安伊子がクールジャパン戦略担当大臣となった。
- 2016年（平成28年）
  - 8月3日 - 同日発足の第3次安倍第2次改造内閣において、鶴保庸介がクールジャパン戦略担当大臣となった。なお、これまでは国務大臣の特命事項（内閣の担当大臣）としての位置付けだったが、今回は正式な内閣府特命担当大臣として置かれた。
- 2017年（平成29年）
  - 8月3日 - 同日発足の第3次安倍第3次改造内閣では、一億総活躍担当大臣を兼務している松山政司がクールジャパン戦略担当大臣（前任の鶴保同様に内閣府特命担当大臣として）に就任（第4次安倍内閣においても引き続き）。
  - 9月14日 - 「JAPANブランド等プロデュース支援事業」の採択結果を発表した。ものづくり、食や観光の分野で選ばれた12件のプロジェクトにアドバイス、ネットワーク構築やPRサポートがBrandLand JAPAN PROJECTを通して提供された[87]。
- 2018年（平成30年）
  - 10月2日 - 同日発足の第4次安倍第1次改造内閣では、平井卓也がクールジャパン戦略担当大臣（前任の松山同様に内閣府特命担当大臣として）に就任した。
- 2019年（令和元年）
  - 9月11日 - 同日発足の第4次安倍第2次改造内閣では、竹本直一がクールジャパン戦略担当大臣（前任の平井同様に内閣府特命担当大臣として）に就任した。
- 2020年 (令和2年)
  - COVID-19が日本でも大流行する中、クールジャパンが掲げる最先端のイメージに反してデジタル化の遅れが指摘される[88]。
  - 9月16日 - 同日発足の菅義偉内閣では、井上信治がクールジャパン戦略担当大臣（前任の竹本同様に内閣府特命担当大臣として）に就任した。
- 2021年（令和3年）
  - 10月4日 - 同日発足の第1次岸田内閣では、若宮健嗣がクールジャパン戦略担当大臣（前任の井上同様に内閣府特命担当大臣として）に就任した（第2次岸田内閣においても引き継ぎ）。
- 2022年（令和4年）
  - 8月10日 - 同日発足の第2次岸田改造内閣では、岡田直樹が内閣府特命担当大臣（クールジャパン戦略担当）に就任した。
- 2023年（令和5年）
  - 9月13日 - 同日発足の第2次岸田第2次改造内閣では、高市早苗が内閣府特命担当大臣（クールジャパン戦略担当）に就任した。